# مریم گردن‌بلند
مریم گردن‌بلند (به ایتالیایی: Madonna dal collo lungo) تابلوی نقاشی اثر نقاش شیوه‌گرای ایتالیای پارمیجانینو است.
نام دیگر این تابلو مدونا و بچه همراه با فرشتگان و سنت‌جرومه است که در خلال سال‌های ۱۵۳۵ تا ۱۵۴۰ خلق شده‌است. ابعاد تابلو ۲۱۶ در ۱۳۲ سانتی‌متر می‌باشد و به شیوه رنگ روغن کار شده‌است.
این تابلو از سال ۱۹۴۸ میلادی در گالری اوفیتزی به نمایش گذاشته شده‌است.